# Милиција
Милиција је израз који се у најширем и најчешћем смислу користи за војне и паравојне формације које се састоје од обичних грађана уместо професионалних војника и официра, а које по правилу делују једино у изузетним ситуацијама. Појам и значење милиције се разликује од државе до државе, као и зависно од временског периода.

## Етимологија и значења појма милиција
Реч милиција потиче од латинске реч милес (војник). Дослован превод латинског израза „militia” би стога требало дословно да значи „војна служба”. 
У древном Риму, као и већини античких градова-држава, на самом почетку није постојала професионална војска, односно војска се састојала од слободних грађана који су имали обавезу да учествују у рату. Стога су у то доба израз „војска” и израз „милиција” у данашњем смислу представљали синониме.
Када је крајем 2. века п. н. е. Гај Марије увео војне реформе, а с њима и стајаћу, професионалну војску израз милиција добија данашње значење, односно почиње да представља војне формације сачињене од обичних грађана које се организују и делују тек у посебним приликама, односно обављају помоћне задатке. 
Савремени пример милиције која је интегрисана у оружане снаге, односно војску једне државе представља Национална гарда у САД. 
Осим тога, израз милиција може означавати и наоружане припаднике неког политичког покрета или странке, па тако можемо говорити о страначкој милицији. Најчешћи извор недоумица везан уз појам милиција потиче од тога да су комунистичке државе у 20. веку из идеолошко-пропагандних разлога одбациле кориштење израза полиција, односно за одговарајућу институцију користиле израз милиција. То је укључивало и СФР Југославију у којој се за полицијске снаге користио израз „народна милиција”.